# Bebek

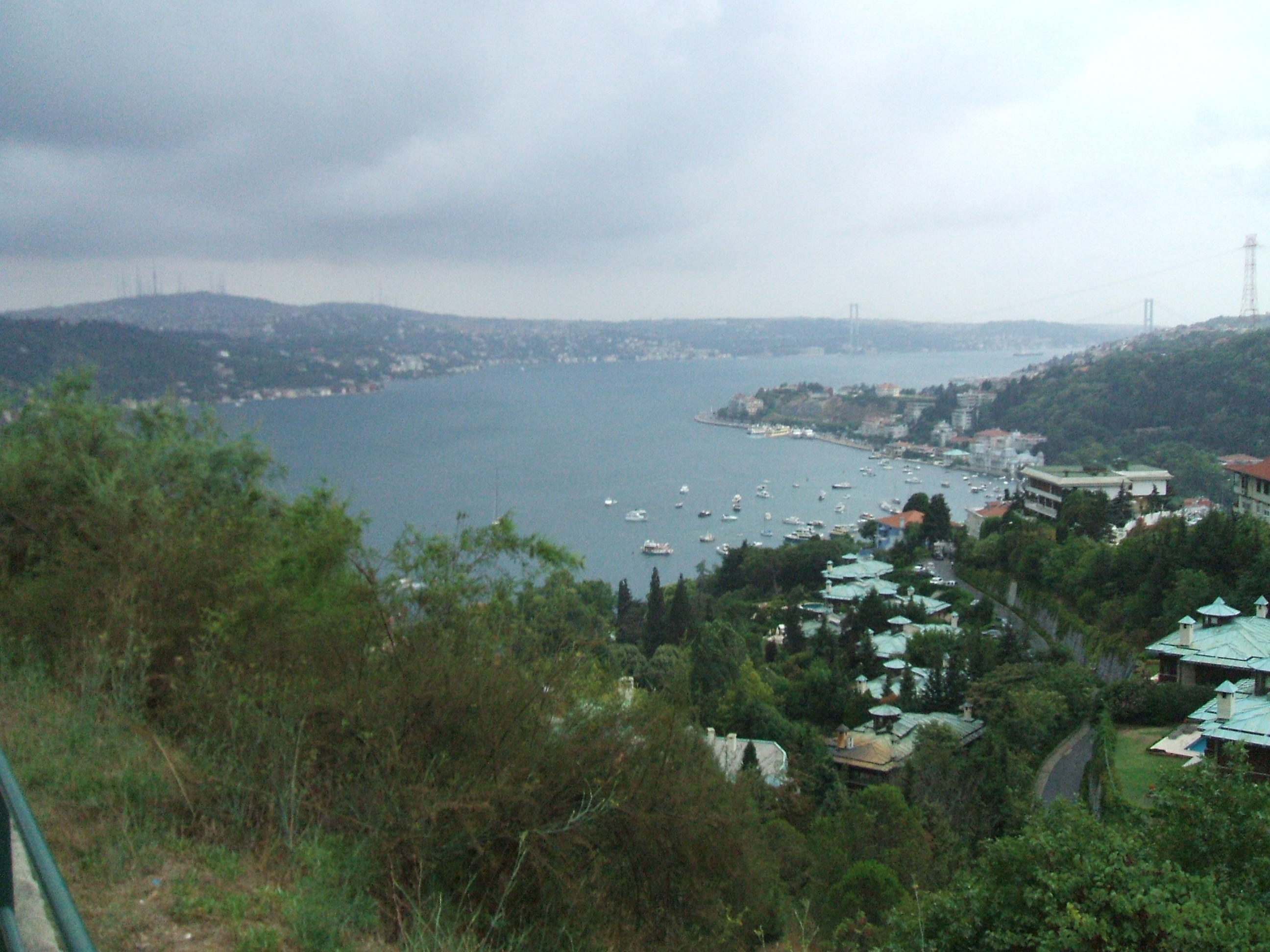
Blick auf Bebek von der Boğaziçi Üniversitesi aus

Bebek ist ein Stadtteil im Nordosten des Istanbuler Bezirks Beşiktaş mit etwa 5000 Einwohnern (2011). Der Stadtteil, der zu den wohlhabendsten Istanbuls gehört, ist durch die Promenade am Bosporus und die zahlreichen modischen Geschäfte,  Cafés und Restaurants geprägt.

## Geographie

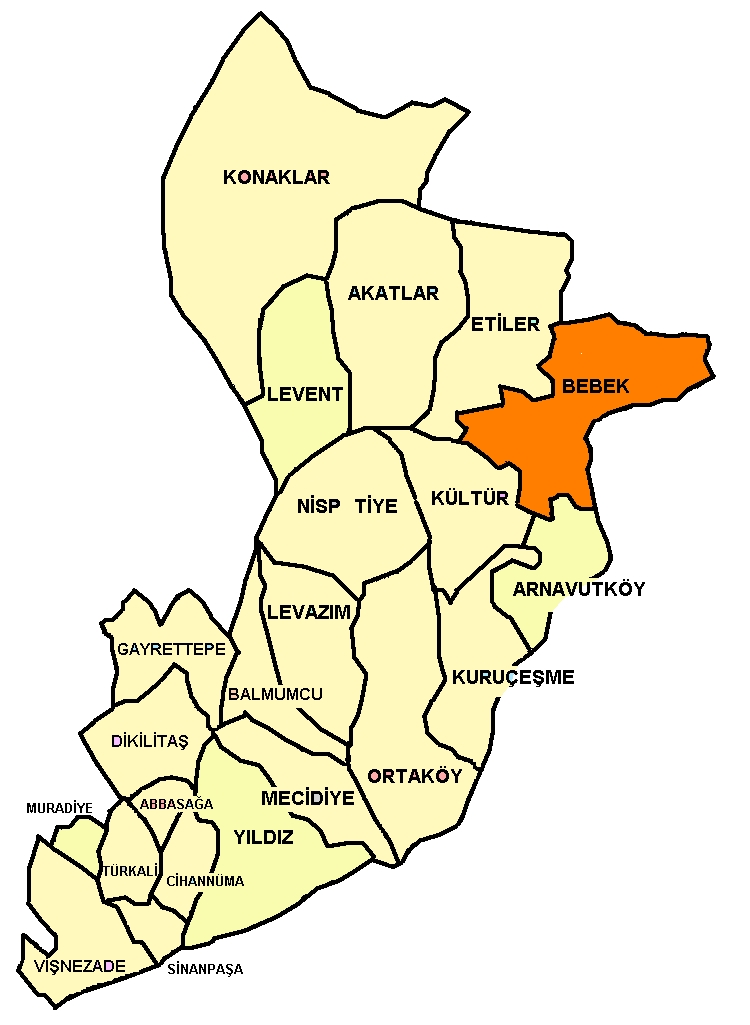
Lage Bebeks innerhalb Beşiktaş'

Bebek grenzt im Süden an Arnavutköy und Kültür, im Westen an Etiler und im Norden an Rumeli Hisarı in Sarıyer an. Im Osten bildet die Bucht von Bebek im Bosporus eine natürliche Grenze. Der Bosporus erreicht auf der Linie zwischen der Moschee von Bebek und dem Kap von Kandilli mit 160 m seine tiefste Stelle.

## Geschichte

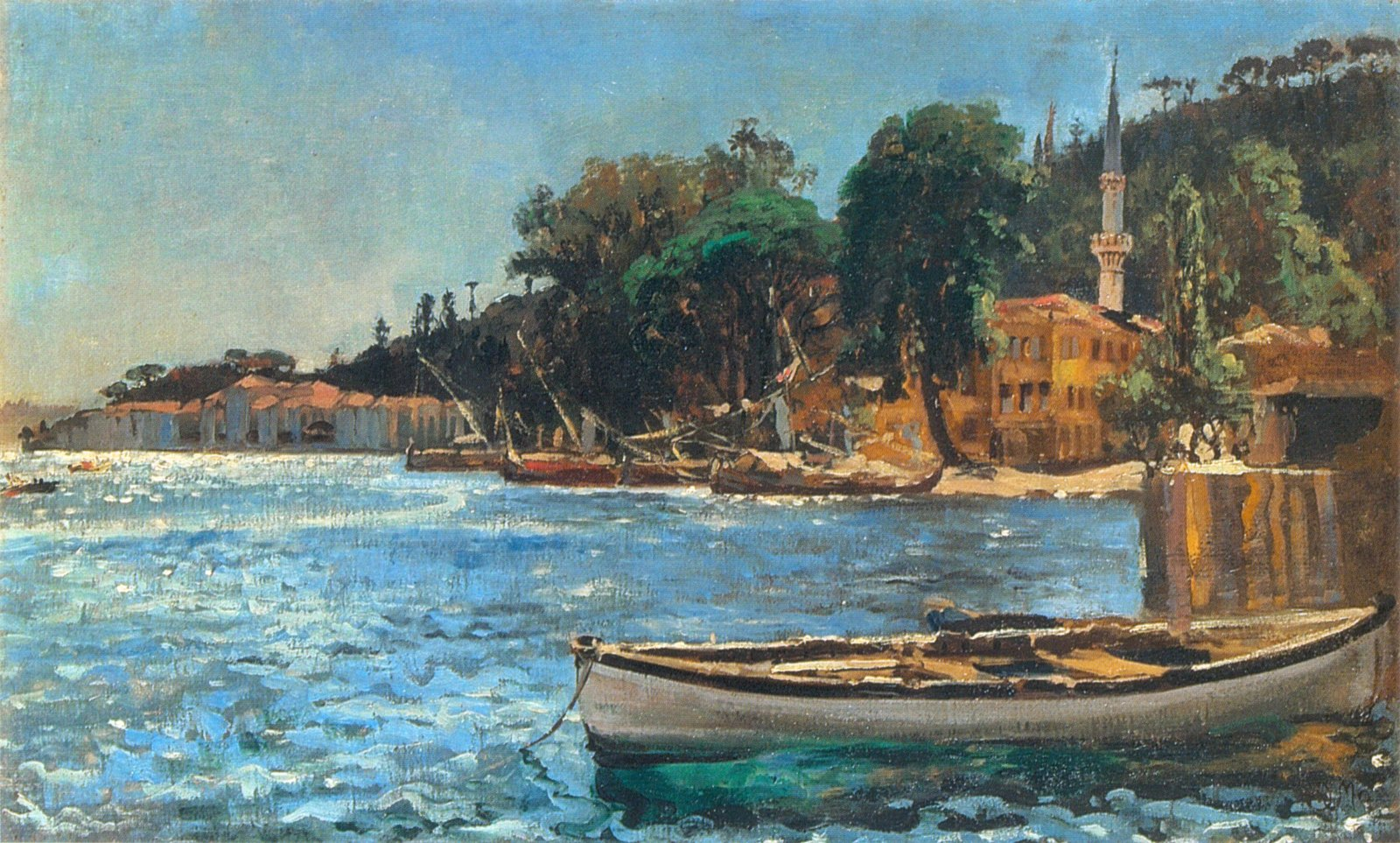
Bebek 1872 aus der Sicht von Jan Matejko.

Bis Ende des 17. Jahrhunderts gab es um das heutige Bebek herum jahrhundertelang lediglich einige griechische Fischerdörfer. Im 18. Jahrhundert begann die osmanische Oberschicht um Bebek herum ihre Sommerresidenzen zu bauen. Noch im 19. Jahrhundert war Bebek ein eigenständiges Dorf.
1840 gründete der amerikanische Missionar Cyrus Hamlin in Bebek ein englischsprachiges theologisches Seminar, aus der später das Robert College entstand, das wiederum die heutige Boğaziçi Üniversitesi hervorbrachte.

## Stadtbild

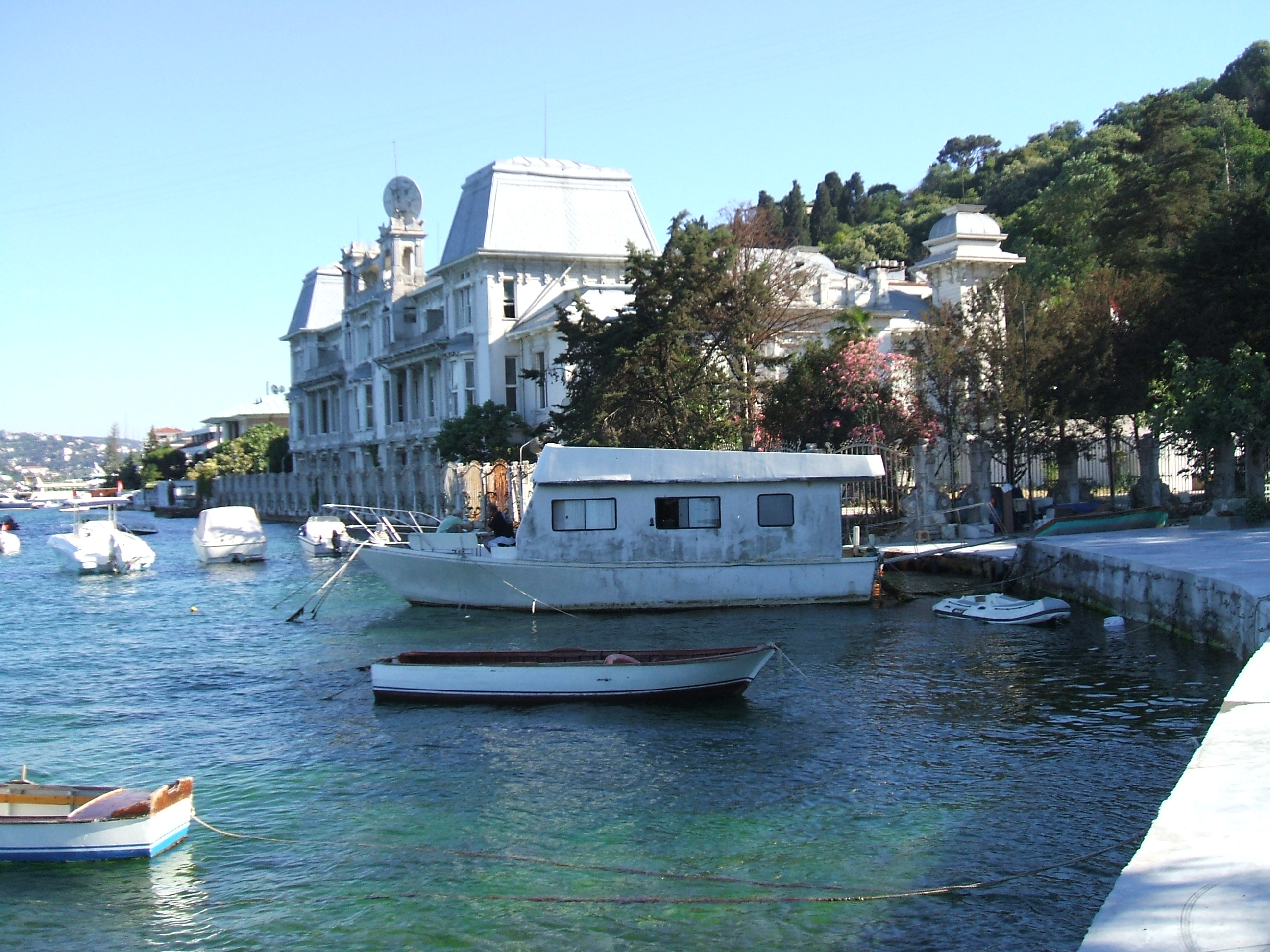
Ägyptisches Konsulat in Bebek im Juli 2008

Bebek ist durch im 19. Jahrhundert erbaute Wohn- und Geschäftshäuser geprägt; im Süden des Viertels liegt ein kleiner Park mit angrenzender, 1913 fertiggestellter Moschee, südlich davon liegt das 1902 im Jugendstil unter Abbas Hilmi II. völlig neugestalte ägyptische Konsulat, das derzeit renoviert wird. Die Gebäude der Boğaziçi Üniversitesi sind im Neuenglandstil gehalten. Außerdem gibt es eine griechisch-orthodoxe Kirche, Aya Haralambos.

## Demographie
Bebek ist durch großbürgerliche, meist alteingesessene Istanbuler geprägt, es bildet eine Hochburg des Kemalismus. Des Weiteren leben viele Expatriates in Bebek. Unter anderem dies hat zur Folge, dass die Quadratmeterpreise für Immobilien die höchsten in Istanbul sind.

## Infrastruktur

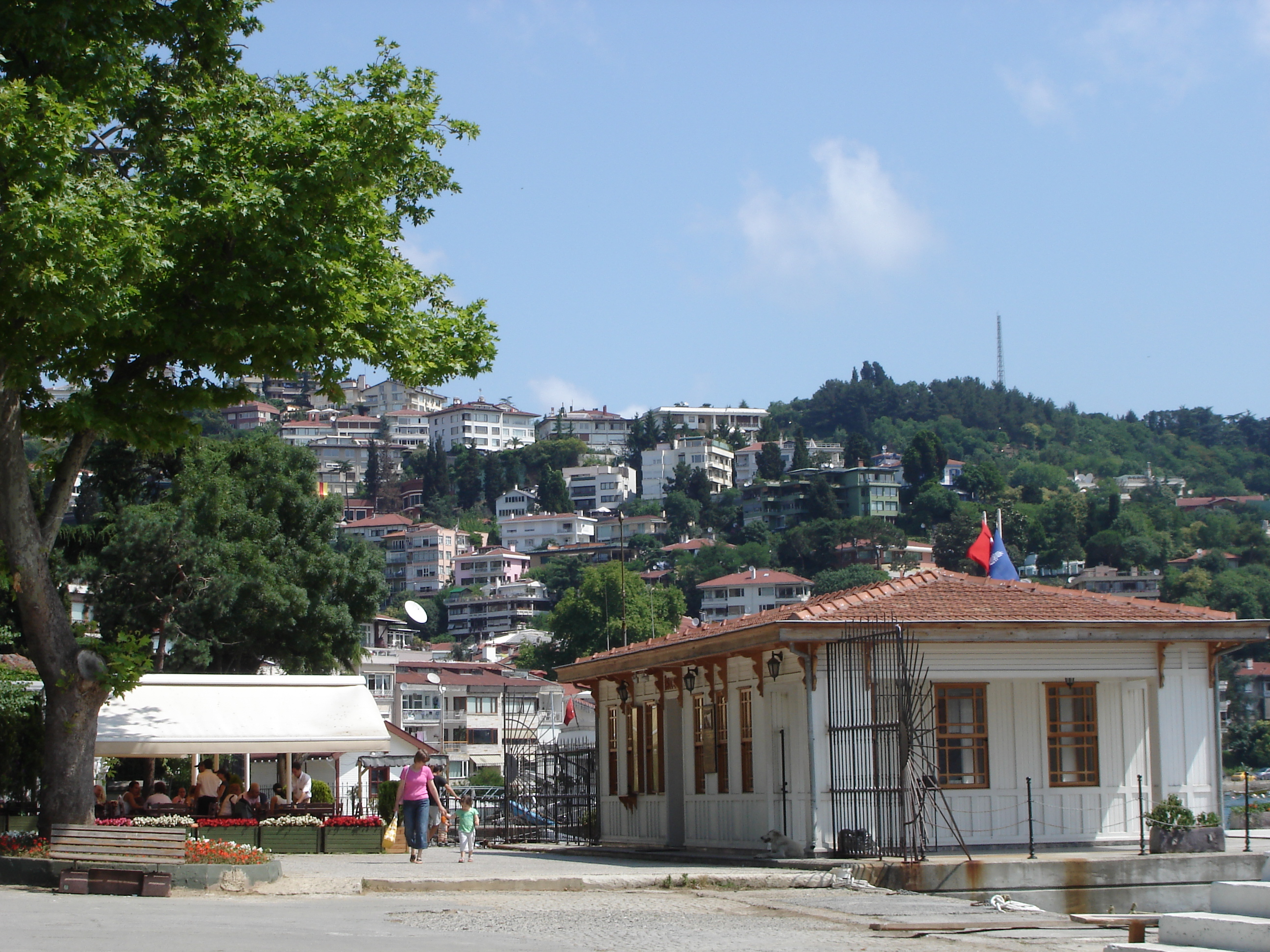
Bebek-Park mit Schiffsanleger rechts im Bild.

Noch bis in die 1950er Jahre war Bebek Endhaltestelle einer Straßenbahnlinie, heute beschränkt sich die Anbindung mit öffentlichen Verkehrsmitteln weitgehend auf sechs in Sarıyer beginnenden Buslinien nach Kabataş und Taksim in südlicher Richtung. Bebek verfügt über einen Schiffsanleger mit fahrplanmäßigem Fährverkehr: Die Linie von Beykoz nach Eminönü wird je Richtung zwei Mal werktäglich bedient; die Linie von Emirgan nach Çengelköy wird sieben Mal werktäglich beschifft. Sonn- und feiertäglich wird die Linie von Emirgan nach Bebek neun Mal je Richtung bedient.

## Kultur
Das Leben in Bebek ist zum einen durch die Boğaziçi Üniversitesi geprägt, zum anderen durch das „rege“ und „schicke“ Nachtleben: Insbesondere auf der Promenadenstraße führen die Kinder reicher Eltern ihre Luxuskarossen vor.

## Persönlichkeiten

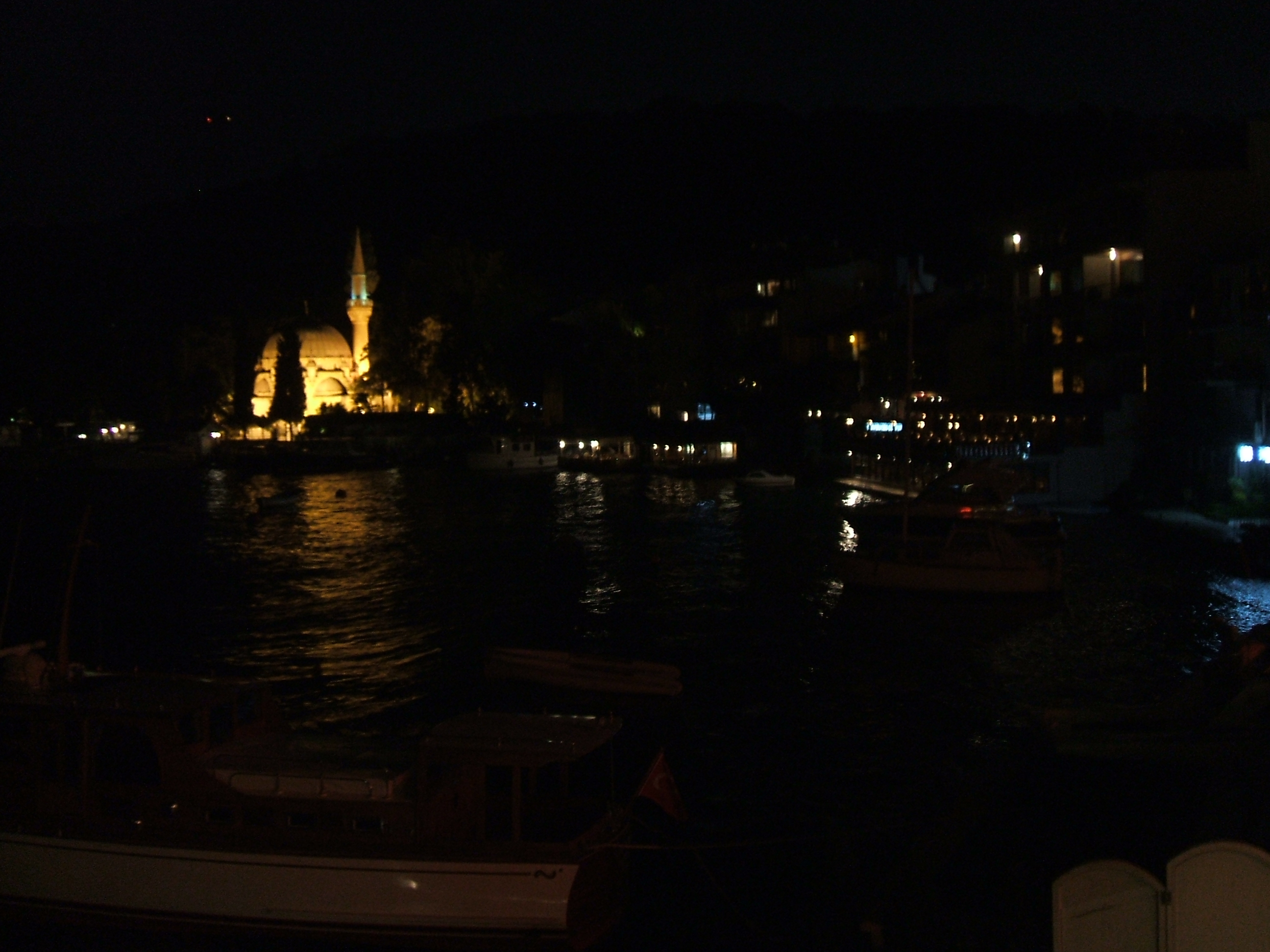
Marina von Bebek in der Nacht

Aufgrund seiner Exklusivität wirkten in Bebek deutlich mehr bekannte Personen als in Orten vergleichbarer Größe. Eine Reihe von Persönlichkeiten verlegten ihre Residenz ganz nach Bebek, darunter Mehmed Emin Ali Pascha um die Jahrhundertwende zum 20. Jahrhundert und die Industriellen Sakıp Sabancı und Sadberk Koç im Verlaufe des 20. Jahrhunderts. Der Poet Abdülhak Hamit Tarhan wurde 1852 in Bebek geboren. Der Schriftsteller Aras Ören wuchs in Bebek auf, ihn widert die in seinen Augen „degenerierte, verlogen traditionalistische“ Mittelklassekultur des Ortes an. Der sich um die türkische Zahnmedizin verdient gemachte Alfred Kantorowicz wohnte ab 1933 in der Cevdet Paşa Caddesi, Sağlık Apt. Nr. 5.

## Popkultur
In der türkisch-lokalisierten Version des Brettspiels Monopoly nimmt Bebek die Stelle der Pennsylvania Avenue (in der deutsch-lokalisierten Version: Bahnhofstraße) ein.